# Max Grün
Max Grün (Karlstadt, 5 de abril de 1987) é um futebolista profissional alemão que atua como goleiro.

## Carreira
Max Grün começou a carreira no Bayern Munich.